# Carlo Imboden
Carlo Imboden (* 22. April 1950 in Brig und Bürger von Raron) ist ein Schweizer Medienforscher, Unternehmensberater und Erfinder von Readerscan.

## Biographie
Imboden ist im Wallis geboren, ging in Bern zur Schule, die er mit der Matura in Latein abschloss. Er studierte Betriebswirtschaftslehre an der Universität Bern. Zwischen 1975 und 1980 war er Assistent am Betriebswirtschaftlichen Institut der Universität Bern, bis 1983 Oberassistent bei Walter Müller. 1982 promovierte Imboden zum Dr. rer. pol.
1983 begann seine Karriere als Unternehmensberater. Er trat als Strategieberater in die Implementa AG ein, leitete diese als Geschäftsführer während vier Jahren, war neun Jahre Verwaltungsrats-Delegierter und CEO der ATAG Ernst & Young Consulting, Konzernleitungs-Mitglied der ATAG Ernst & Young, Leiter „Public“ der Ernst & Young Consulting Deutschland und Schweiz. Seit 1999 ist Imboden Unternehmer: Er gründete 1999 als geschäftsführender Partner die NOVO Business Consultants, 2003 die imboden consulting und 2005 die Readerscan Imboden + Co. In all diesen Funktionen hat Imboden neben seiner Führungstätigkeit mehr als Hundert Privatunternehmen und öffentliche Institutionen strategisch beraten.
Imboden ist verwitwet, hat vier Kinder und lebt in Niederscherli bei Bern und Raron.

## Werk
Imboden gilt europaweit als wichtigster Erneuerer der gedruckten Presse nach der Jahrtausendwende. Sein Wirken beruht massgeblich auf den Erkenntnissen aus über 100 Readerscan-Anwendungen bei Printtiteln, mittels derer sich zeilengenau verfolgen lässt, wie sich eine Veränderung der Zeitung auf das tatsächliche Leseverhalten auswirkt. Mit Readerscan und den höchst differenzierten Daten über das Leseverhalten hat Imboden im Jahre 2004 eine eigentliche Revolution bei den Printmedien ausgelöst. Verstärkt wurde die Einflussnahme Imbodens auf die Presse durch seine vielfältige Lehrtätigkeit, durch zahlreiche Veröffentlichungen sowie durch seine umfangreiche Vortrags- und Beratungstätigkeit.
Im Jahre 2004 nach Vorliegen der ersten Readerscan-Analysen über das tatsächliche Leseverhalten propagierte Imboden einen eigentlichen Paradigmenwechsel für die gedruckte Zeitung: weg vom zunehmend kurzatmigen Häppchenjournalismus – fälschlicherweise als leserorientiert gepriesen – hin zu weniger, aber längeren und inhaltsträchtigeren Artikeln. Mit dem Aufkommen des Online-Journalismus gewann diese Forderung immer mehr an Bedeutung, liess sich doch mittels Readerscan empirisch belegen, dass der zunehmend crossmediale Leser sich das „Kurzfutter“ online holt, in der gedruckten Zeitung aber grössere Vertiefung erwartet. Bis dato haben praktisch alle Zeitungsverlage in Europa diesen Wandel vollzogen.
In der Folge wirkte Imboden mit Nachdruck darauf hin, dass sich die gedruckte Zeitung im Wettbewerb mit den Digitalmedien von ihrer newsgetriebenen Chronistentätigkeit weitgehend verabschiedet zugunsten von Hintergrund, Vertiefung, Erklärung und Kommentierung von massenrelevanten Themen. Geflügelte Worte, welche jedem Print-Journalisten das Gemeinte nahebringen, sind: „Themen statt Termine“ und „Nicht das erste, sondern das letzte Wort haben“.
Imboden forderte von der gedruckten Zeitung als Massenmedium eine Rückbesinnung auf massentaugliche Inhalte und eine schrittweise Ausgliederung der segmentspezifischen Inhalte in die Onlinemedien. Er musste feststellen, dass all die segmentspezifischen Artikel, welche sich an kleine Lesergruppen adressieren, in vielen Zeitungen bis zu 60 % des Umfanges ausmachen, dabei aber von der breiten Leserschaft als irrelevant ausgeblendet werden. Gemäss Imboden erklärt dieser Umstand zu einem beachtlichen Teil den fortschreitenden Leserschwund der gedruckten Zeitung.
Bezüglich der Artikeldramaturgie (Spin der Geschichte) propagierte Imboden schon früh einen konsequent leserorientierten Einstieg in die Geschichte. Der Artikel darf nicht am Ort des Ereignisses, sondern sollte im Kopf des Lesers anfangen. Beginnt die Geschichte z. B. im Stadttheater, im Rathaus, in der Sporthalle, steigen die Nicht-Insider sofort wieder aus dem Artikel aus. Dies lässt sich nur verhindern, wenn der Artikel beim Einstieg thematisch an das kollektive Vorwissen der Leserschaft andockt, z. B. an den Machenschaften der Banker, an der Klimaveränderung oder an Migration und Rassismus. Mittels Readerscan liess sich empirisch nachweisen, dass der Artikeleinstieg die entscheidende Klippe im Leseprozess ist. Ist diese umschifft, lesen viele Texteinsteiger bis zum Ende des Artikels.
Imboden entwickelte für alle journalistische Darstellungsformen eigentliche Schreibregeln, deren Befolgung eine nachweislich höhere Leserresonanz in Form von Lesemenge und Lesedauer zur Folge hat. So forderte Imboden z. B. für das Interview eine radikale Abkehr von der tradierten Überschrift in Zitatform, welche dem Leser die Stilform "Interview" signalisieren soll, dabei aber in Wirklichkeit den Leser meistens ratlos aus dem Text kippt. Eine weitere Schreibregel betrifft die erste Frage im Interview: Diese darf keinesfalls eine reine Eisbrecherfrage sein, ansonsten die Leser bereits an dieser Stelle gelangweilt aus dem Text aussteigen. Sie sollte vielmehr die brennendste Frage aus Sicht des Lesers wiedergeben.
So hat Imboden für jede informierende Darstellungsform wie Kurzmeldung, Nachricht und Bericht, für jede interpretierende Darstellungsform wie Reportage, Feature, Porträt und Essay, für jede meinungsäussernde Darstellungsform wie Leitartikel, Kommentar, Glosse und Kritik die jeweils zehn wichtigsten leserorientierten Schreibregeln propagiert und in unzähligen Weiterbildungen den Zeitungsredaktionen vermittelt.
Was die Sprache angeht, stellte Imboden fest, dass nur eine breit verständliche Sprache die Zeitungsleser im Text hält. Folgen zwei schwer verständliche Sätze aufeinander, steigt die Mehrheit der Leser aus dem Text aus.
Ebenso wichtig für die Entwicklung der Zeitung waren die Erkenntnisse Imbodens bezüglich der Gestaltung des gedruckten Blattes. Imboden stellte unter Einsatz von Readerscan fest, dass die vorherrschenden Zeitungsdesigns viel journalistische Energie zerstören, weil sie den Leser unnötigerweise am Lesen hindern. Er nahm nachhaltigen Einfluss auf die Architektur der Zeitung (Inhalt und Abfolge der einzelnen Bücher), die Seitenabfolge und Seitengestaltung bis hin zur Einbindung von Bild und Grafik in den Textblock. Sein – durch die Readerscan-Untersuchungen empirisch belegtes – Credo besteht darin, das Zeitungsdesign nicht primär an ästhetischen Kriterien auszurichten, sondern bedingungslos an funktionalen Kriterien, um dem Leser ein möglichst hindernisfreies Aufnehmen der Inhalte entlang dem habitualisierten Rezeptionsmuster zu ermöglichen.
Seit 1984 hatte sich Imboden intensiv mit der Medienbranche im deutschsprachigen Europa – zuerst auf strategischer, später auch auf Produktebene befasst. Imboden musste feststellen, dass die Zeitungs- und Zeitschriftenverlage als eine der letzten Wirtschaftsbranchen praktisch ohne Marktinformationen Produkte auf den Markt bringen.
So entwickelte Imboden nacheinander mehrere Verfahren zur Leserschaftsforschung: 1986 Opus als Befragungsmethode für die Verlagsbranche, 1996 Printcontrol als Beobachtungsmethode und schliesslich 2004 Readerscan als voll elektronisches Verfahren zur Erforschung des Leseverhaltens. Alle Verfahren dienen dazu, Inhalt und Gestaltung von Zeitungen und Zeitschriften sowie deren Vermarktung an den tatsächlichen Leserbedürfnissen auszurichten.
Readerscan ist das erste und einzige Verfahren, welches erlaubt, bei Zeitungen und Zeitschriften tagesaktuell die Lesequote der Nutzer auszuweisen. Allein im deutschsprachigen Europa arbeiten über 100 Verlage mit diesem System, darunter so unterschiedliche Titel wie Die Zeit, Frankfurter Allgemeine Zeitung FAZ, die Neue Zürcher Zeitung NZZ, Die Welt, Die Presse, die Salzburger Nachrichten, der Berliner Kurier, der Focus, die Coopzeitung, Fashion Classics, der Kicker, Bild, Blick und die Kronen Zeitung.
Neben seiner Hinwendung zur Medienbranche hatte Imboden lange Zeit auch als Erneuerer in der Gesundheits- und Assekuranzbranche sowie in der öffentlichen Verwaltung gewirkt. Mehrere Zukunftsstudien sind Zeugnis dieser Aktivitäten.
Imboden ist Autor mehrerer Buch-Publikationen und hat eine Reihe von Aufsätzen zu Journalismus- und Verlagsfragen verfasst. Er war bzw. ist Dozent an der Universität Bern, an der Universität St. Gallen, am NDU St. Gallen, an der ZfU International Business School, an mehreren Journalistenschulen in Europa, so unter anderen an der Axel-Springer-Akademie, an der Journalistenschule Ruhr, an der Oberösterreichischen Journalistenakademie, an der Donau-Universität Krems sowie im Rahmen von Brain & the City an der Universität Graz. An der Technischen Universität Dortmund lehrt Imboden zum Thema Leserschaftsforschung.
Imboden präsidiert im Nebenamt den Verwaltungsrat mehrerer Gesellschaften und Institutionen, so unter anderen auch den Vorstand der Kunstwerkstatt Waldau. Er ist Vorstandsmitglied des Swiss Innovation Park, Stiftungsratsmitglied des UNESCO-Welterbe Schweizer Alpen Jungfrau-Aletsch und des World Nature Forums in der Schweiz.
Im Jahre 2004 war Imboden als Präsident der Heimkommission Viktoria Gastgeber von Papst Johannes Paul II. anlässlich dessen mehrtägigen Besuches in der Schweiz.

## Schriften
- mit Patrick Probst: Rezepte für einen lesernahen Kulturjournalismus in der gedruckten Tageszeitung – empirisch erprobt mittels Readerscan. In: Wolfgang Lamprecht (Hrsg.): Weissbuch Kulturjournalismus. Wien 2012, ISBN 978-3-85409-593-4.
- mit Patrick Probst: 7 typische Rezeptions-Fallen von Agentur-Artikeln – Wie der Leser mit Agenturartikeln umgeht – untersucht anhand von 1380 Inlandberichten im Jahre 2011. In: newsroom.de
- Carlo Imboden: Die Zukunft der gedruckten Zeitung – eine Vision basierend auf Readerscan. In: Zoran Ribarovic (Hrsg.): Von Gutenberg bis zur Globalisierung. Split 2010, ISBN 978-953-96566-5-0, S. 85–98.
- Nicht das erste, sondern das letzte Wort haben. In: Jahrbuch für Journalisten 2010. Salzburg 2010, ISBN 978-3-901227-31-8, S. 136ff.
- Der Leser ist brutal! In: Medium Magazin. Nr. 1+2 / 2009, S. 44ff.
- Der Leser ist extrem brutal. In: Jahrbuch für Journalisten 2009. Salzburg 2009, ISBN 978-3-901227-28-8, S. 9ff.
- Der Leser ist brutal! Was der Readerscan-Erfinder Journalisten empfiehlt. In: Der Österreichische Journalist. Ausgabe 10/11, 2008, S. 30ff.
- Der Leser ist extrem brutal! Neue Erkenntnisse aus der Forschung. In: Schweizer Journalist. 10/11, 2008, S. 26ff.
- Wie sich Frauen verführen lassen. In: Medium Magazin. Ausgabe 08 + 09, 2006, S. 32ff.
- Sport und Lokales sind total überschätzt. In: Der Österreichische Journalist. Nr. 8+9 / 2004, S. 28ff.
- Risikohandhabung: Ein entscheidbezogenes Verfahren. Bern / Stuttgart 1983.
- mit Cuno Pümpin: Unternehmensdynamik: Wie führen wir Unternehmen in neue Dimensionen? In: Die Orientierung. Nr. 98, Bern 1991.
- mit Kuno Schedler, Kurt Baumann: New Public Management. Wirkungsorientierte Steuerung in Politik und Verwaltung. Schäffer-Pöschel Verlag, 1999.
- Das schweizerische Gesundheitswesen im Jahr 2005. Muri 1995, ISBN 3-85707-046-3.
- mit anderen: Gesundheitswesen – Quo vadis? Band 1: Kosten und Finanzierung. Bern 1995.
- mit anderen: Gesundheitswesen – Quo vadis? Band 2: Gesundheitspolitik Bern 1995.
- mit anderen: Gesundheitswesen – Quo vadis? Band 3: Spitäler. Bern 1995.
- mit anderen: Gesundheitswesen – Quo vadis? Band 4: Krankenkassen und Versicherungen. Bern 1995.
- mit anderen: Gesundheitswesen – Quo vadis? Band 5: Ärzte und Pflegepersonal. Bern 1995.
- mit anderen: Gesundheitswesen – Quo vadis? Band 6: Patienten. Bern 1995.
- mit anderen: Gesundheitswesen – Quo vadis? Band 7: Medikamente. Bern 1995.
- mit anderen: RAV Evaluationsstudie. Schlussbericht, BWA Schriftenreihe, Beiträge zur Arbeitsmarktpolitik, Nr. 14, Bern 1999.
- mit anderen: Leistungsauftrag und Anreizmechanismen für die RAV. BWA Schriftenreihe, Beiträge zur Arbeitsmarktpolitik, Nr. 17, Bern 1999.
- mit anderen: Insurance Topix: Entwicklung der Vertriebswege 2010 Bern 2001.